# Organocarbonat

Estructura química del grup organocarbonat.

Un organocarbonat (carbonat orgànic o èster carbonat) és un èster d'àcid carbònic. Aquest grup funcional consta d'un grup carbonil flanquejat per dos grups alcoxi. L'estructura general d'aquests carbonats és R1O(C=O)OR₂ i estan relacionats amb èsters R1O(C=O)R i èters R1OR₂ i també amb els carbonats de la química inorgànica.
Els monòmers de policarbonats estan enllaçats amb grups carbonats i aquests es fan servir, per exemple, en lents de contacte, compact discs i vidres a prova de bala. Altres organocarbonats més petits es fan servir com solvents.

## Tipus
Els organocarbonats es poden dividir en tres categories segons les seves estructures. La primera i general és el carbonar dialquil o diaril que comprèn un grup carbonat amb dos substituents. Els memebres més senzills d'aquesta classe inclouen el dimetil carbonat i el difenil carbonat:

Dimetil carbonat
Difenil carbonat

En lloc d'un R-grup terminal alquil o aril, dos grups carbonat es poden enllaçar a un grup bifuncional alifàtic o aromàtic. Per exemple, poli(propilen carbonat) i poli(bisfenol A carbonat) (Lexan):

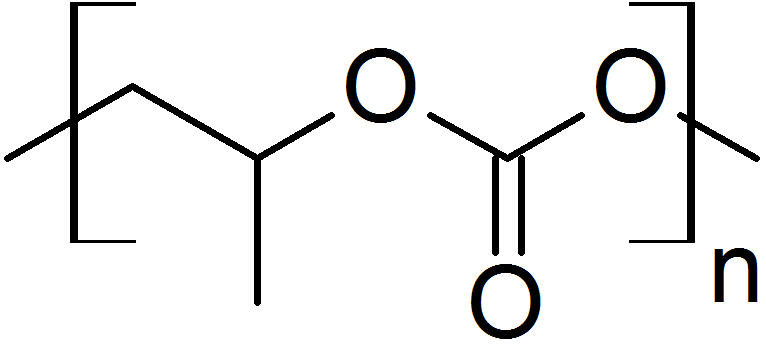
Poli(propilen carbonat)
Poli(bisfenol A carbonat) (Lexan)

Alternativament, els grups carbonats es poden enllaçar per un pont de 2- o 3-carbonis, com substituents etilen carbonat i trimetilen carbonat; per exemple, CH₃ per propilen carbonat:

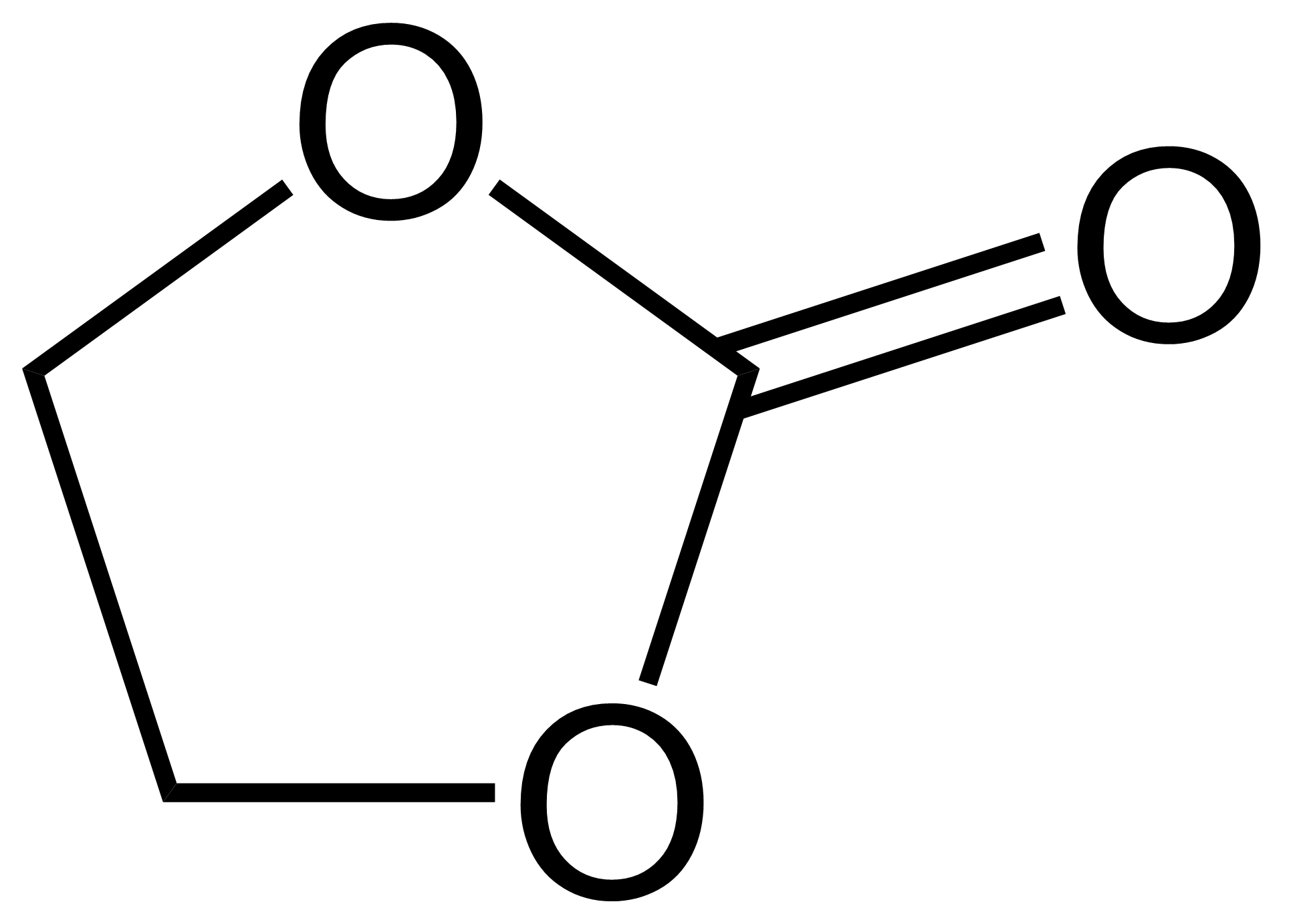
Etilen carbonat
Trimetilen carbonat

## Preparació
Hi ha dues formes principals de preparació del organocarbonats: la reacció d'un alcohol (o fenol) amb fosgen (fosgenació), i la reacció d'un alcohol amb monòxid de carboni i un oxidant (carbonilació oxidativa). Altres organocarbonats després es poden preparar per transesterificació.

## Ús com solvents
Un gran nombre d'organocarbonats es fan servir com solvents. Un exemple és el propilen carbonat. Com a avantatge té la seva baixa ecotoxicitat i la bona biodegradabilitat.

## Ús en bateries
Els organocarbonats es fan servir com solvent en bateries de liti; degut a la seva lata polaritat que pot dissoldre les sals de liti.